# Norbert Gasser
Norbert Gasser (Bolzano, 18 maggio 1957) è un ex hockeista su ghiaccio italiano.

## Carriera

### Club
Ha giocato per tutta la sua carriera con la maglia dell'Hockey Club Bolzano, tra il 1974 e il 1988. Nella sua ultima stagione fu capitano della squadra.
Nelle quattordici stagioni in biancorosso vinse 8 scudetti.

### Nazionale
Ha vestito per 55 volte la maglia dell'Italia, tra il 1975 (esordio contro la Germania Est) e il 1984.
Nel mezzo ha preso parte ai campionati mondiali del 1976 (Gruppo B), 1977 (Gruppo C), 1978 (Gruppo B) e 1979 (Gruppo C), per poi non essere convocato per cinque anni, fino a tornare in azzurro nel 1984, quando prese parte alla spedizione olimpica di Sarajevo 1984.

## Vita privata
Anche il fratello maggiore Hubert è stato un giocatore di hockey su ghiaccio.

## Palmarès
- Campionato italiano: 8

Bolzano: 1976-1977, 1977-1978, 1978-1979, 1981-1982, 1982-1983, 1983-1984, 1984-1985, 1987-1988